# Raión de Kryve Ozero
Kryve Ozero (en ucraniano: Кривоозерський район) es un raión o distrito de Ucrania en el óblast de Mykolaiv. 
Comprende una superficie de 814 km².
La capital es la ciudad de Kryve Ozero.

## Demografía
Según estimación 2010 contaba con una población total de 28500 habitantes.

## Otros datos
El código KOATUU es Koatuu. El código postal 55100 y el prefijo telefónico +380 5133.